# Jeanne Mas (album)
Albums de Jeanne Mas
Femmes d'aujourd'hui
(1986)
Singles
1. Toute Première Fois
Sortie : février 1984
2. Johnny, Johnny
Sortie : janvier 1985
3. Cœur en stéréo (nouvelle version)
Sortie : septembre 1985

Jeanne Mas est le premier album studio de Jeanne Mas, sorti en Mars 1985.
Porté par le succès des deux premiers singles extraits, Toute Première Fois et Johnny, Johnny, l'album se classe 5e au Top Albums français et est rapidement certifié disque d'or.

## Titres
| No  | Titre                                                 | Auteur                                                            | Durée |
| --- | ----------------------------------------------------- | ----------------------------------------------------------------- | ----- |
| 1.  | Parle et ça passe                                     | Jeanne Mas / Massimo Calabrese, Piero Calabrese, Romano Musumarra | 4:23  |
| 2.  | Johnny, Johnny                                        | Jeanne Mas / Romano Musumarra                                     | 4:21  |
| 3.  | Lisa                                                  | Jeanne Mas / Romano Musumarra                                     | 4:12  |
| 4.  | Toute Première Fois (titre original : Cuore di vento) | Jeanne Mas / Romano Musumarra, Roberto Zanelli                    | 4:15  |
| 5.  | Suspens                                               | Jeanne Mas / Romano Musumarra                                     | 4:43  |
| 6.  | Cœur en stéréo                                        | Jeanne Mas / Piero Calabrese, Romano Musumarra                    | 4:30  |
| 7.  | Oh mama                                               | Jeanne Mas / Massimo Calabrese, Piero Calabrese, Romano Musumarra | 4:15  |
| 8.  | Loin d'ici                                            | Jeanne Mas / Lorenzo Meinardi, Romano Musumarra                   | 3:50  |
| 9.  | Pas de chanson                                        | Jeanne Mas / Massimo Calabrese, Piero Calabrese, Romano Musumarra | 3:40  |
| 10. | Flash                                                 | Jeanne Mas / Massimo Calabrese, Piero Calabrese, Romano Musumarra | 3:36  |

## Personnel
- Jeanne Mas – chant, chœurs
- Romano Musumarra – claviers, guitare, basse, programmation de la batterie
- Daniel Balavoine, Hervé Limeretz – claviers
- Yves Chouard – guitare
- Christian Padovan – basse
- Joe Hammer, Walter Martino – batterie
- Michèle Martisciello – chœurs

### Production
- Romano Musumarra – arrangements, réalisation
- Daniel Balavoine, Joe Hammer – réalisation (6, 7)
- Andy Scott – réalisation (6, 7), ingénieur du son (6, 7)
- Gianpaolo Bresciani – ingénieur du son
- Frédéric Defay – ingénieur du son assistant (6, 7)
- Dominique Blanc-Francard – mixage
- Patricia Guen – assistant mixage
- Gérard Jardillier – responsable de la production
- Nicolas Dunoyer – management
- Tato, Claude Gassian, Vincent/Stills – photographie

## Classements et certifications
| Classement (1985)                | Meilleure position |
| -------------------------------- | ------------------ |
| Europe (European Top 100 Albums) | 56                 |
| France (SNEP)                    | 5                  |

| Région                         | Certification | Ventes/Streams |
| ------------------------------ | ------------- | -------------- |
| France (SNEP)                  | Or            | 100 000*       |
| *Ventes selon la certification |               |                |